# 78 in the Shade
78 in the Shade är det femte studioalbumet av det engelska rockbandet Small Faces, och det andra under deras återförening (1975–1978). Albumet släpptes av Atlantic Records september 1978 och återutgavs 2005 av Wounded Bird Records. Albumet inspelades under bandets korta återförening på 1970-talet som uppföljare till återföringsalbumet Playmates 1978. Bandet bröt upp kort därefter.

## Låtlista
Sida 1
1. "Over Too Soon" (Steve Marriott/Ian McLagan) – 3:07
2. "Too Many Crossroads" (Marriott/McLagan) – 2:18
3. "Let Me Down Gently" (McLagan/John Pidgeon) – 3:38
4. "Thinkin' About Love" (Rick Wills) – 3:46
5. "Stand by Me (Stand by You)" (Marriott) – 3:26

Sida 2
1. "Brown Man Do" (Marriott) – 3:02
2. "Real Sour" (McLagan/Pidgeon) – 3:55
3. "Soldier" (Joe Brown) – 4:04
4. "You Ain't Seen Nothing Yet" (Marriott/McLagan/Wills/Kenney Jones) – 2:59
5. "Filthy Rich" (Marriott) – 2:39

## Medverkande
Small Faces
- Steve Marriott – gitarr, sång
- Kenney Jones – trummor, sång
- Ian McLagan – keyboard, sång
- Rick Wills – basgitarr, sång
- Jimmy McCulloch – gitarr (på "Thinking About Love" och "You Ain't Seen Nothing Yet")

Bidragande musiker
- Vicki Brown, Helen Chappelle, Lavinia Rogers, Madeline Bell, Liza Strike – körsång

Produktion
- Kemastri (Ke = Kenney Jones, Ma = Ian McLagan, St = Steve Marriott, Ri = Rick Wills) – musikproducent
- John Elijah Wright – ljudtekniker
- GP (George T. Piros) – mastering
- Larry Franklin – omslagskonst
- Brian Aris – foto